# Abu Qobeis
Bokebeis, auch Bochebeis, arabisch قلعة أبو قبيس Qalaʿat Abū Qobeis, DMG Qalʿat Abū Qubais, ist eine Burgruine der Assassinen in Syrien im Gouvernement Hama.

## Lage
Die Burg liegt etwa 20 km nördlich der Assassinenfestung Masyaf am Osthang des Dschebel Aansariye nahe einer Nebenstraße, die weiter in die Ghab-Ebene führt, die vom Nahr al-Asi (Orontes) durchflossen wird. Sie ist frei zugänglich.

## Geschichte
Der Burgberg wurde bereits im 10. Jahrhundert durch die Byzantiner genutzt, als Basileios II. einen Feldzug zur Rückeroberung Syriens durchführte. 1133 wurde die Befestigung durch einen lokalen Emir, Ibn Amrun, gehalten. In dieser Zeit wurde die Burg an die Assassinen verkauft. 
Möglicherweise haben die Kreuzfahrer die Burg einige Zeit in der 1. Hälfte des 12. Jahrhunderts in Besitz gehabt, bevor die Assassinen ihre Macht in dieser Gegend voll zur Entfaltung gebracht hatten. Der einzige Anhaltspunkt für diese Annahme ist jedoch die Tatsache, dass Bokebeis einen Tribut von 800 Goldbyzantinern an Margat zahlen musste. Unter den Assassinen konnte die Burg einen gewissen Grad an Selbstständigkeit gegenüber den anderen Assassinenherrschaften bewahren.

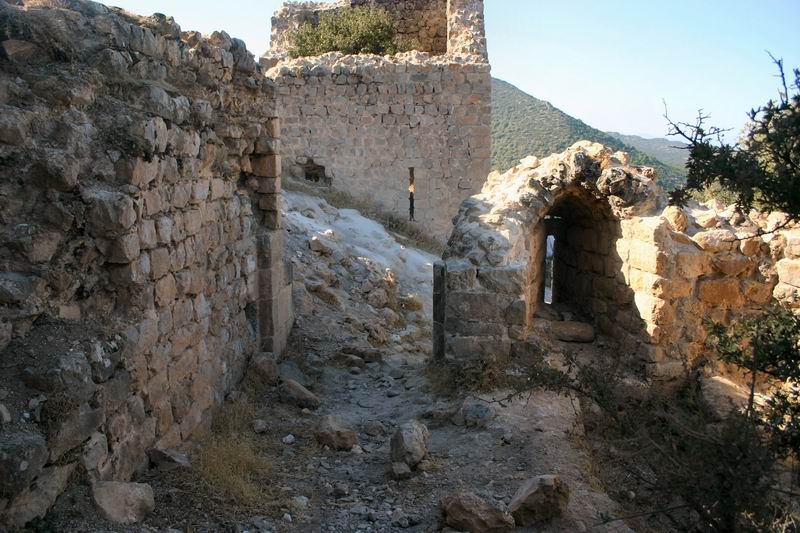
Äußeres Tor
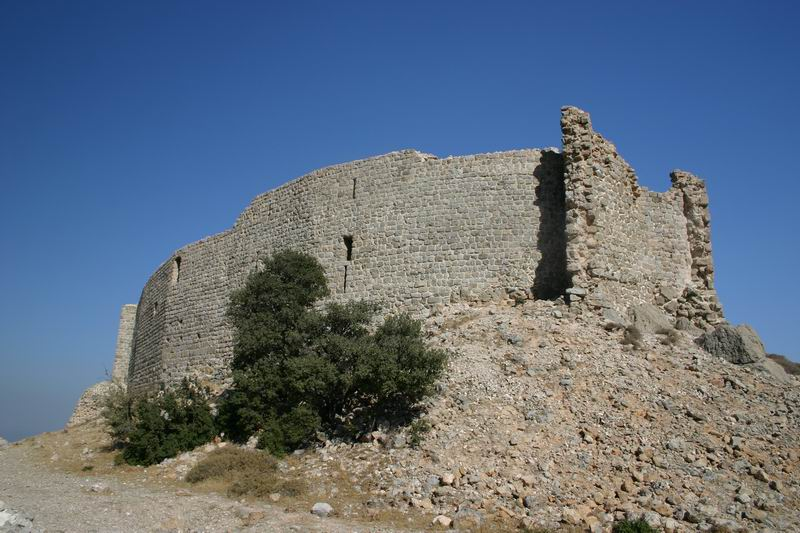
Kernburg
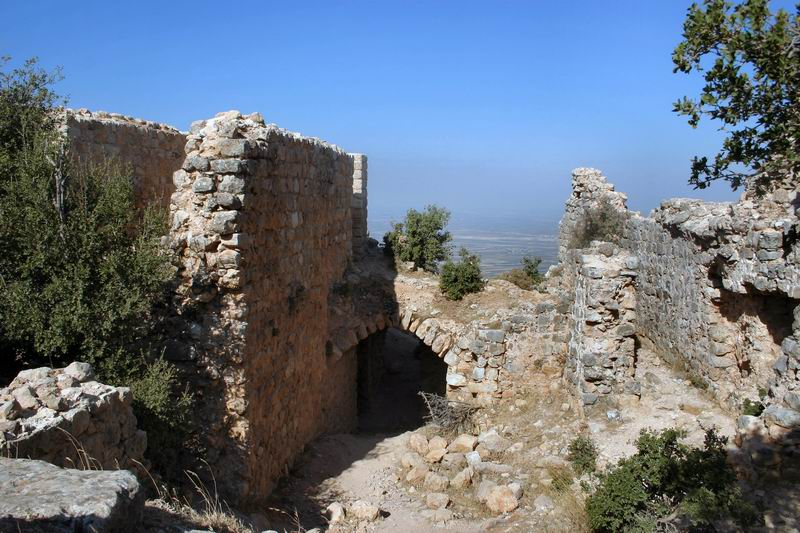
Kernburg